# Niceforonia latens
Niceforonia latens is een kikker uit de familie Strabomantidae en werd voor het eerst wetenschappelijk beschreven door Lynch in 1989. De soort komt voor in verschillende departementen in Colombia bij de Andes op hoogtes van 2600 tot 3200 meter boven het zeeniveau. Het is een zeldzame soort maar het heeft waarschijnlijk een bereik van 6764 km². Niceforonia latens wordt bedreigd door het verlies van habitat veroorzaakt door ontbossing en de ontwikkeling van landbouw. Lokaal zijn de bedreigingen vooral mijnbouwactiviteiten.